# Claude De Demo
Claude De Demo (* 1980) ist eine luxemburgische Schauspielerin und Hörspielsprecherin.

## Werdegang
Von 1999 bis 2003 studierte sie an der Hochschule für Musik und Darstellende Kunst Stuttgart. Sie spielte in Mannheim, Köln, Bochum, Zürich und Frankfurt. Seit der Saison 2020/21 ist sie Mitglied des Berliner Ensembles.
2004 wurde sie als beste Nachwuchsschauspielerin beim NRW Theatertreffen ausgezeichnet. 2007 erhielt sie den Bochumer Theaterpreis.
De Demo spricht Luxemburgisch, Deutsch, Französisch und Englisch.

## Theater (Auswahl)
- 2020: Rainer Werner Fassbinder: Katzelmacher (Marie) – Regie: Michael Thalheimer (Berliner Ensemble)

## Film (Auswahl)
- 2008: Luftbusiness
- 2011: Der Alte (eine Folge)
- 2016: Sibel & Max
- 2018: Der Staatsanwalt (eine Folge)
- 2018: Krieg der Träume
- 2019: Capitani
- 2020: Bad Banks

## Hörspiele (Auswahl)
- 2003: Margriet de Moor: Kreutzersonate (Studentin) – Bearbeitung und Regie: Claudia Johanna Leist (Hörspielbearbeitung – WDR)
- 2004: Bodo Traber: Das Kreuz auf dem Erlenberg (Karin) – Regie: Thomas Leutzbach (Original-Hörspiel, Kriminalhörspiel – WDR)
- 2005: Haruki Murakami: Hunger (Bedienung) – Regie: Claudia Johanna Leist, Katarina Schnell (Hörspielbearbeitung – WDR)
- 2006: Georg Wieghaus: Papa holt mich nach Deutschland (3. Folge: Dilek aus Istanbul) (Stewardess) – Regie: Claudia Johanna Leist (Originalhörspiel, Kinderhörspiel – WDR)
- 2007: Georges Simenon: Das Haus am Kanal  (Mia) – Bearbeitung und Regie: Uwe Schareck (Hörspielbearbeitung, Kriminalhörspiel – WDR)
- 2008: Elke Heinemann: Der Spielplan (Petra) – Regie: Martin Zylka (Originalhörspiel – WDR)
- 2009: Thomas Rosenlöcher: Als das Wünschen noch geholfen hat ...: Der Mann, der an den Klapperstorch glaubte... – Bearbeitung und Regie: Uwe Schareck (Hörspielbearbeitung – WDR)
- 2010: Erhard Schmied: Radio-Tatort: Hoffnungsschimmer (Julia Weber) – Regie: Stefan Dutt (Originalhörspiel, Kriminalhörspiel – SR)
- 2012: Uta Ackermann: Eine Reise nach Pompeji (Claudia) – Regie: Götz Fritsch (Originalhörspiel, Kinderhörspiel – HR)
- 2013: Erhard Schmied: Radio-Tatort: Grüße aus Fukushima (Saskia Eisenbeiss) – Regie: Stefan Dutt (Originalhörspiel, Kriminalhörspiel – SR)
- 2014: Robert Louis Stevenson: Die Schatzinsel (4 Teile)  (Fanny Stevenson) – Regie: Leonhard Koppelmann (Hörspielbearbeitung – HR)
- 2016: Katja Röder: Radio-Tatort: Tod im Sechzehner (Miriam Ünel, Mitarbeiterin NADA) – Regie: Alexander Schuhmacher (Originalhörspiel, Kriminalhörspiel – SWR)
- 2018: Marcel Proust: Sodom und Gomorrha (3 Teile) (Madame Cottard) – Regie: Iris Drögekamp (Hörspielbearbeitung – SWR/DLF)
- 2019: Walter Benjamin, Johannes Bauer: Lichtenberg. Konstellationen – Regie: Philippe Mainz (Originalhörspiel, Ars acustica – SWR)
- 2020: Marcel Proust: Die Gefangene (2 Teile)  (Telefonfräulein) – Regie: Iris Drögekamp, Hermann Kretzschmar (Hörspielbearbeitung – SWR)
- 2020: Viviane Koppelmann: La Belle – Terror auf der Tanzfläche (Zweiteilige Fassung) – Regie: Eva Solloch (Originalhörspiel, Kriminalhörspiel – Deutschlandradio)